# Lijst van rijksmonumenten in Den Haag/Voorhout
Het Voorhout, een buurt in het centrum van Den Haag, kent 302 inschrijvingen in het rijksmonumentenregister; hieronder een overzicht.
| Object | Oorspronkelijke functie?  | Bouwjaar                                          | Architect                                                      | Locatie                                     | Coördinaten?                 | Nr.?   | Afbeelding                                                                |
| --- | ------------------------- | ------------------------------------------------- | -------------------------------------------------------------- | ------------------------------------------- | ---------------------------- | ------ | ------------------------------------------------------------------------- |
| Statig woonhuis | Woonhuis                  | ca. 1860                                          |                                                                | Amaliastraat 1                              | 52° 4' 59" NB, 4° 18' 24" OL | 17436  | Meer afbeeldingen                                                         |
| Statig woonhuis | Woonhuis                  | ca. 1860                                          |                                                                | Amaliastraat 2                              | 52° 4' 59" NB, 4° 18' 23" OL | 17444  | Statig woonhuis                                                           |
| Statig woonhuis | Woonhuis                  | ca. 1860                                          |                                                                | Amaliastraat 3                              | 52° 4' 60" NB, 4° 18' 23" OL | 17437  | Meer afbeeldingen                                                         |
| Statig woonhuis | Woonhuis                  | ca. 1860                                          |                                                                | Amaliastraat 4                              | 52° 4' 59" NB, 4° 18' 22" OL | 17445  | Statig woonhuis                                                           |
| Statig woonhuis | Woonhuis                  | ca. 1860                                          |                                                                | Amaliastraat 5                              | 52° 5' 0" NB, 4° 18' 23" OL  | 17438  | Meer afbeeldingen                                                         |
| Statig woonhuis | Woonhuis                  | ca. 1860                                          |                                                                | Amaliastraat 6                              | 52° 4' 60" NB, 4° 18' 22" OL | 17446  | Statig woonhuis                                                           |
| Statig woonhuis | Woonhuis                  | ca. 1860                                          |                                                                | Amaliastraat 7                              | 52° 5' 0" NB, 4° 18' 23" OL  | 17439  | Meer afbeeldingen                                                         |
| Statig woonhuis | Woonhuis                  | ca. 1860                                          |                                                                | Amaliastraat 8                              | 52° 4' 60" NB, 4° 18' 22" OL | 17447  | Statig woonhuis                                                           |
| Statig woonhuis | Woonhuis                  | ca. 1860                                          |                                                                | Amaliastraat 9                              | 52° 5' 1" NB, 4° 18' 23" OL  | 17440  | Meer afbeeldingen                                                         |
| Statig woonhuis | Woonhuis                  | ca. 1860                                          |                                                                | Amaliastraat 10                             | 52° 5' 0" NB, 4° 18' 21" OL  | 17448  | Statig woonhuis                                                           |
| Statig woonhuis | Woonhuis                  | ca. 1860                                          |                                                                | Amaliastraat 11                             | 52° 5' 1" NB, 4° 18' 22" OL  | 17441  | Meer afbeeldingen                                                         |
| Statig woonhuis | Woonhuis                  | ca. 1860                                          |                                                                | Amaliastraat 12                             | 52° 5' 0" NB, 4° 18' 21" OL  | 17449  | Statig woonhuis                                                           |
| Statig woonhuis | Woonhuis                  | ca. 1860                                          |                                                                | Amaliastraat 13                             | 52° 5' 1" NB, 4° 18' 22" OL  | 17442  | Meer afbeeldingen                                                         |
| Statig woonhuis | Woonhuis                  | ca. 1860                                          |                                                                | Amaliastraat 14                             | 52° 5' 1" NB, 4° 18' 21" OL  | 17450  | Meer afbeeldingen                                                         |
| Statig woonhuis | Woonhuis                  | ca. 1860                                          |                                                                | Amaliastraat 15                             | 52° 5' 1" NB, 4° 18' 22" OL  | 17443  | Meer afbeeldingen                                                         |
| Statig woonhuis | Woonhuis                  | ca. 1860                                          |                                                                | Amaliastraat 16                             | 52° 5' 1" NB, 4° 18' 21" OL  | 17451  | Statig woonhuis                                                           |
| Eertijds onderdeel van het Stadhouderlijk Kwartier, thans in gebruik bij de Raad van State (met zuidelijke verlenging over de Stadhouderspoort)                                        | Regeringsgebouw           | 1620                                              |                                                                | Binnenhof 1                                 | 52° 4' 45" NB, 4° 18' 44" OL | 17471  | Meer afbeeldingen                                                         |
| Binnenhoffontein | Tuin, park en plantsoen   | 1885                                              | P. Cuypers                                                     | Binnenhof tegenover 1                       | 52° 4' 45" NB, 4° 18' 45" OL | 333069 | Meer afbeeldingen                                                         |
| voormalig paleis Prins Willem V (Oude Zaal) | Woonhuis                  | 1777-93                                           |                                                                | Binnenhof 1A                                | 52° 4' 45" NB, 4° 18' 47" OL | 17472  | Meer afbeeldingen                                                         |
| Tweede Kamer der Staten Generaal: voormalige kantoor van het Comptoir-Generaal van de Staten van Holland                                                                               | Regeringsgebouw           | 1779                                              |                                                                | Binnenhof 4                                 | 52° 4' 46" NB, 4° 18' 49" OL | 17473  | Meer afbeeldingen                                                         |
| Tweede Kamer der Staten Generaal: voormalige goud- en zilversmidskeurhuis | Regeringsgebouw           | tweede kwart 17e eeuw                             |                                                                | Binnenhof 6                                 | 52° 4' 46" NB, 4° 18' 50" OL | 17474  | Meer afbeeldingen                                                         |
| Voormalig paleis der Graven van Holland met Ridderzaal | Paleis                    | ca. 1250 (oudste gedeelte)                        |                                                                | Binnenhof 14                                | 52° 4' 46" NB, 4° 18' 47" OL | 17475  | Meer afbeeldingen                                                         |
| Voormalig Departement van Binnenlandse Zaken (met Torentje) | Regeringsgebouw           | tweede helft 19e eeuw                             |                                                                | Binnenhof 18                                | 52° 4' 48" NB, 4° 18' 48" OL | 17476  | Meer afbeeldingen                                                         |
| Voormalig Ministerie van Waterstaat (met Hofkapel) | Kerk en kerkonderdeel     | tweede helft 19e eeuw                             |                                                                | Binnenhof 20                                | 52° 4' 48" NB, 4° 18' 47" OL | 17477  | Meer afbeeldingen                                                         |
| Eerste Kamer der Staten Generaal: eertijds verblijf van de Staten van Holland (met Mauritstoren en vergaderzaal van de Eerste Kamer)                                                   | Vergadering en vereniging | 1652-57                                           |                                                                | Binnenhof 22                                | 52° 4' 47" NB, 4° 18' 43" OL | 17478  | Meer afbeeldingen                                                         |
| Laat pomp | Pomp                      | 18e eeuw                                          |                                                                | Pomp a/h Binnenhof                          | 52° 4' 45" NB, 4° 18' 47" OL | 17466  | Laat pomp                                                                 |
| Stadhouderspoort, aan de buitenzijde een laat-gotische poortboog | Poort                     | 1620 (interieur)                                  |                                                                | Stadhouderspoort a/h Binnenhof              | 52° 4' 46" NB, 4° 18' 43" OL | 17467  | Meer afbeeldingen                                                         |
| Maurits- of Grenadierspoort, sierlijk bouwwerk van baksteen met forse zandstenen omlijstingen                                                                                          | Poort                     | 1634                                              |                                                                | Mauritspoort a/h Binnenhof                  | 52° 4' 48" NB, 4° 18' 51" OL | 17468  | Meer afbeeldingen                                                         |
| Binnenpoort, sierlijk bouwwerk van baksteen met forse zandstenen omlijstingen | Poort                     | 1634                                              |                                                                | Binnenpoort a/h Binnenhof                   | 52° 4' 47" NB, 4° 18' 48" OL | 17469  | Meer afbeeldingen                                                         |
| Hofpoort, eenvoudig bouwwerk | Poort                     | laatste kwart 18e eeuw                            |                                                                | Hofpoort a/h Binnenhof                      | 52° 4' 45" NB, 4° 18' 48" OL | 17470  | Meer afbeeldingen                                                         |
| Deutsche Evangelische Kirche | Kerk en kerkonderdeel     | 1860-61                                           | H. Wentzel                                                     | Bleijenburg 5                               | 52° 4' 52" NB, 4° 19' 2" OL  | 459703 | Meer afbeeldingen                                                         |
| Algemeen Rijksarchief | Onderwijs en wetenschap   | 1895-1903                                         |                                                                | Bleijenburg 7                               | 52° 4' 51" NB, 4° 19' 3" OL  | 477325 | Meer afbeeldingen                                                         |
| Algemeen Rijksarchief | Onderwijs en wetenschap   | 1895-1903                                         |                                                                | Bleijenburg 7                               | 52° 4' 51" NB, 4° 19' 3" OL  | 477326 | Meer afbeeldingen                                                         |
| Voormalige Hogere Burger School | Onderwijs en wetenschap   | 1873-84                                           |                                                                | Bleijenburg 38                              | 52° 4' 53" NB, 4° 19' 5" OL  | 459704 | Meer afbeeldingen                                                         |
| Voormalige hoofdwacht met eenvoudige kroonlijst en vooruitspringende middenpartij | Militair wachtgebouw      | 18e eeuw                                          |                                                                | Buitenhof 19                                | 52° 4' 42" NB, 4° 18' 38" OL | 17484  | Meer afbeeldingen                                                         |
| Cineac-theater | Horeca                    | 1904-06                                           | J. Mutters jr.                                                 | Buitenhof 20                                | 52° 4' 43" NB, 4° 18' 39" OL | 459707 | Meer afbeeldingen                                                         |
| Pand met gepleisterde gevels en houten kroonlijst (Logement van Leiden) | Vergadering en vereniging | 19e eeuw (karakter)                               |                                                                | Buitenhof 22                                | 52° 4' 43" NB, 4° 18' 40" OL | 17485  | Pand met gepleisterde gevels en houten kroonlijst (Logement van Leiden)   |
| Vrijstaande kiosk kubistisch-expressionistische trant | Straatmeubilair           | 1924-25                                           | H.P. Berlage; i.s.m. P. Zwart                                  | Buitenhof tegenover 22                      | 52° 4' 44" NB, 4° 18' 37" OL | 459706 | Meer afbeeldingen                                                         |
| Pand met gepleisterde gevels en houten kroonlijst | Vergadering en vereniging | 19e eeuw (karakter)                               |                                                                | Buitenhof 24                                | 52° 4' 44" NB, 4° 18' 41" OL | 17486  | Pand met gepleisterde gevels en houten kroonlijst                         |
| Gevangenpoort | Poortgebouw               | 14e eeuw                                          |                                                                | Buitenhof 33                                | 52° 4' 46" NB, 4° 18' 37" OL | 17487  | Meer afbeeldingen                                                         |
| Hoog pand met koetspoort van eenvoudige doch harmonische architectuur (Galerij Prins Willem V)                                                                                         | Woonhuis                  | 18e eeuw (bouw) 19e eeuw (gewijzigd)              |                                                                | Buitenhof 34                                | 52° 4' 46" NB, 4° 18' 37" OL | 17488  | Meer afbeeldingen                                                         |
| Sober pand van eenvoudige doch harmonische architectuur | Woonhuis                  | 19e eeuw                                          |                                                                | Buitenhof 36                                | 52° 4' 46" NB, 4° 18' 37" OL | 17489  | Sober pand van eenvoudige doch harmonische architectuur                   |
| Fors pand gebouwd voor de Graaf de Nogelles, met zandstenen middenrisaliet, waarop fronton en wapenschild                                                                              | Woonhuis                  | derde kwart 17e eeuw                              |                                                                | Buitenhof 37                                | 52° 4' 45" NB, 4° 18' 37" OL | 17490  | Meer afbeeldingen                                                         |
| Vier verdiepingen hoog pand met kroonlijst en deuromlijsting in eenvoudige Lodewijk XVI-stijl, stoephek                                                                                | Woonhuis                  |                                                   |                                                                | Buitenhof 38                                | 52° 4' 45" NB, 4° 18' 37" OL | 17491  | Meer afbeeldingen                                                         |
| Gebouw van eenvoudige doch harmonisch architectuur | Woonhuis                  | 19e eeuw                                          |                                                                | Buitenhof 49                                | 52° 4' 44" NB, 4° 18' 34" OL | 17492  | Upload foto                                                               |
| Ruiterstandbeeld van koning Willem II, kopie naar origineel te Luxemburg van A. Mercié en V. Peters                                                                                    | Gedenkteken               | 1924                                              |                                                                | Standbeeld a/h Buitenhof                    | 52° 4' 45" NB, 4° 18' 41" OL | 17483  | Meer afbeeldingen                                                         |
| Gebouw | Woonhuis                  | 18e eeuw                                          |                                                                | Denneweg 2                                  | 52° 5' 4" NB, 4° 18' 48" OL  | 17493  | Gebouw                                                                    |
| Gebouw voorgevel, van eenvoudige doch harmonische architectuur | Woonhuis                  | 18e eeuw (bouw) 19e eeuw (gewijzigd)              |                                                                | Denneweg 2A                                 | 52° 5' 4" NB, 4° 18' 48" OL  | 17494  | Gebouw voorgevel, van eenvoudige doch harmonische architectuur            |
| Gebouw | Woonhuis                  | 18e eeuw                                          |                                                                | Denneweg 6                                  | 52° 5' 4" NB, 4° 18' 48" OL  | 17495  | Gebouw                                                                    |
| Gebouw | Werk-woonhuis             | 18e eeuw                                          |                                                                | Denneweg 8                                  | 52° 5' 4" NB, 4° 18' 47" OL  | 17496  | Gebouw                                                                    |
| Gebouw | Woonhuis                  | 18e eeuw                                          |                                                                | Denneweg 10A                                | 52° 5' 4" NB, 4° 18' 47" OL  | 17497  | Gebouw                                                                    |
| Gebouw | Woonhuis                  | 18e eeuw                                          |                                                                | Denneweg 12                                 | 52° 5' 4" NB, 4° 18' 47" OL  | 17498  | Gebouw                                                                    |
| Gebouw | Woonhuis                  | 18e eeuw                                          |                                                                | Denneweg 50                                 | 52° 5' 5" NB, 4° 18' 46" OL  | 17499  | Gebouw                                                                    |
| Gebouw met kroonlijst op gesneden rococo-consoles | Werk-woonhuis             | 18e eeuw                                          |                                                                | Denneweg 52                                 | 52° 5' 5" NB, 4° 18' 46" OL  | 17500  | Gebouw met kroonlijst op gesneden rococo-consoles                         |
| Gebouw met kroonlijst op gesneden rococo-consoles | Werk-woonhuis             | 18e eeuw                                          |                                                                | Denneweg 54                                 | 52° 5' 5" NB, 4° 18' 46" OL  | 17501  | Gebouw met kroonlijst op gesneden rococo-consoles                         |
| Winkelpand met glasgevel in art-nouveau stijl | Werk-woonhuis             | 1898                                              | J.W. Bosboom                                                   | Denneweg 56                                 | 52° 5' 5" NB, 4° 18' 45" OL  | 17502  | Meer afbeeldingen                                                         |
| De Residentie | Werk-woonhuis             | 18e eeuw                                          |                                                                | Denneweg 58                                 | 52° 5' 6" NB, 4° 18' 45" OL  | 17503  | De Residentie                                                             |
| Gebouw met fraaie deuromlijsting | Woonhuis                  | 19e eeuw                                          |                                                                | Denneweg 124                                | 52° 5' 8" NB, 4° 18' 42" OL  | 17504  | Meer afbeeldingen                                                         |
| Maison de Bonneterie | Winkel                    | 1913                                              |                                                                | Gravenstraat 2                              | 52° 4' 42" NB, 4° 18' 35" OL | 459712 | Meer afbeeldingen                                                         |
| Fors pand met goede verhoudingen met natuursteen poortje | Woonhuis                  | begin 17e eeuw                                    |                                                                | Hartogstraat 7                              | 52° 4' 49" NB, 4° 18' 32" OL | 17520  | Meer afbeeldingen                                                         |
| Pand met eenvoudige, doch zeer verzorgde gevel | Appartementengebouw       | ca. 1680                                          |                                                                | Hartogstraat 9                              | 52° 4' 49" NB, 4° 18' 33" OL | 17521  | Pand met eenvoudige, doch zeer verzorgde gevel                            |
| Uitwendig nog vrijwel ongeschonden pand – in Lodewijk XVI-stijl versierde middenpartij                                                                                                 | Appartementengebouw       | tweede helft 18e eeuw                             |                                                                | Herenstraat 4                               | 52° 4' 48" NB, 4° 19' 1" OL  | 17523  | Meer afbeeldingen                                                         |
| Koetshuis behorend bij Kneuterdijk 20 | Bijgebouwen kastelen enz. | tweede kwart 18e eeuw                             |                                                                | Heulstraat 10                               | 52° 4' 52" NB, 4° 18' 30" OL | 17527  | Koetshuis behorend bij Kneuterdijk 20                                     |
| Pand met brede, gebogen gevel, deel uitmakende van het binnenhofcomplex | Woonhuis                  | 18e eeuw (gevel)                                  |                                                                | Hofsingel 2                                 | 52° 4' 44" NB, 4° 18' 44" OL | 17528  | Meer afbeeldingen                                                         |
| Pand met eenvoudige gevel met rechte kroonlijst | Woonhuis                  | 18e eeuw (gevel)                                  |                                                                | Hofsingel 6                                 | 52° 4' 45" NB, 4° 18' 48" OL | 17529  | Meer afbeeldingen                                                         |
| Pand met gevel van goede verhoudingen | Woonhuis                  | 19e eeuw (gevel)                                  |                                                                | Hofsingel 8                                 | 52° 4' 45" NB, 4° 18' 48" OL | 17530  | Meer afbeeldingen                                                         |
| Pand met gevel van goede verhoudingen | Woonhuis                  | 19e eeuw (gevel)                                  |                                                                | Hofsingel 10                                | 52° 4' 45" NB, 4° 18' 48" OL | 17531  | Meer afbeeldingen                                                         |
| Modehuis Meddens | Winkel                    | 1913-15                                           |                                                                | Hofweg 9                                    | 52° 4' 42" NB, 4° 18' 45" OL | 459716 | Meer afbeeldingen                                                         |
| Pand met gevel en koetspoorten, gebouwd als koetshuis van het achterliggende pand aan de Lange Vijverberg                                                                              | Dienstwoning              | ca. 1800                                          |                                                                | Hoge Nieuwstraat 27                         | 52° 4' 53" NB, 4° 18' 45" OL | 17533  | Meer afbeeldingen                                                         |
| Pand met gevel en koetspoorten, gebouwd als koetshuis van het achterliggende pand aan de Lange Vijverberg                                                                              | Dienstwoning              | ca. 1800                                          |                                                                | Hoge Nieuwstraat 27B                        | 52° 4' 53" NB, 4° 18' 45" OL | 17534  | Meer afbeeldingen                                                         |
| Pand met gevel en koetspoorten, gebouwd als koetshuis van het achterliggende pand aan de Lange Vijverberg                                                                              | Dienstwoning              | ca. 1800                                          |                                                                | Hoge Nieuwstraat 29                         | 52° 4' 53" NB, 4° 18' 46" OL | 17535  | Meer afbeeldingen                                                         |
| Pand met gevel en koetspoorten, gebouwd als koetshuis van het achterliggende pand aan de Lange Vijverberg                                                                              | Opslag                    | ca. 1800                                          |                                                                | Hoge Nieuwstraat bij 29                     | 52° 4' 53" NB, 4° 18' 46" OL | 17536  | Meer afbeeldingen                                                         |
| Gevelfragment in de trant van Hendrick de Keyser | Bijgebouwen               | eerste helft 17e eeuw                             |                                                                | Hoogstraat 31                               | 52° 4' 45" NB, 4° 18' 32" OL | 17538  | Meer afbeeldingen                                                         |
| De Schuymtamboer: koetshuis | Woonhuis                  | ca. 1800                                          |                                                                | Hooikade 1                                  | 52° 5' 5" NB, 4° 18' 49" OL  | 17539  | De Schuymtamboer: koetshuis                                               |
| De Schuymtamboer: koetshuis | Opslag                    | ca. 1800                                          |                                                                | Hooikade 2                                  | 52° 5' 6" NB, 4° 18' 49" OL  | 17540  | De Schuymtamboer: koetshuis                                               |
| Pand met verminkt dak | Werk-woonhuis             | vroeg 19e eeuw                                    |                                                                | Hooistraat 1                                | 52° 5' 4" NB, 4° 18' 48" OL  | 17541  | Pand met verminkt dak                                                     |
| Pand met gevel in Lodewijk XVI kroonlijst | Werk-woonhuis             |                                                   |                                                                | Hooistraat 2                                | 52° 5' 5" NB, 4° 18' 48" OL  | 17542  | Pand met gevel in Lodewijk XVI kroonlijst                                 |
| Pand met gave gevel | Werk-woonhuis             | begin 19e eeuw                                    |                                                                | Hooistraat 3                                | 52° 5' 5" NB, 4° 18' 49" OL  | 17543  | Pand met gave gevel                                                       |
| Pand met gevel | Werk-woonhuis             | begin 19e eeuw                                    |                                                                | Hooistraat 4                                | 52° 5' 5" NB, 4° 18' 48" OL  | 17544  | Pand met gevel                                                            |
| Pand onder hoge kap met lijstgevel, onderpui gewijzigd | Werk-woonhuis             | 19e eeuw                                          |                                                                | Hooistraat 5                                | 52° 5' 5" NB, 4° 18' 49" OL  | 17545  | Pand onder hoge kap met lijstgevel, onderpui gewijzigd                    |
| Fors pand onder hoge kap met lijstgevel en deuromlijsting | Woonhuis                  | 19e eeuw                                          |                                                                | Hooistraat 7                                | 52° 5' 5" NB, 4° 18' 50" OL  | 17546  | Meer afbeeldingen                                                         |
| Villa Helena | Woonhuis                  | 1901-02                                           |                                                                | Hooistraat 9                                | 52° 5' 4" NB, 4° 18' 50" OL  | 459720 | Villa Helena                                                              |
| Pand met gevel | Woonhuis                  | vroeg 19e eeuw (gevel)                            |                                                                | Jagerstraat 7                               | 52° 5' 3" NB, 4° 18' 51" OL  | 17550  | Meer afbeeldingen                                                         |
| Pand met gevel met kroonlijst | Woonhuis                  |                                                   |                                                                | Jagerstraat 8                               | 52° 5' 3" NB, 4° 18' 50" OL  | 17551  | Meer afbeeldingen                                                         |
| Portugees-Israelitische synagoge | Kerk en kerkonderdeel     | 1725                                              | D. Marot                                                       | Jan Evertstraat 7A                          | 52° 5' 4" NB, 4° 18' 57" OL  | 17552  | Meer afbeeldingen                                                         |
| Koetshuis met versierde deur en vensteromlijstingen van Prinsessegracht 27 | Bijgebouwen kastelen enz. | 18e eeuw                                          |                                                                | Jan Evertstraat 9                           | 52° 5' 4" NB, 4° 18' 55" OL  | 17553  | Meer afbeeldingen                                                         |
| Koetshuis met versierde deur en vensteromlijstingen van Prinsessegracht 28 | Bijgebouwen kastelen enz. | 18e eeuw                                          |                                                                | Jan Evertstraat 9A                          | 52° 5' 4" NB, 4° 18' 55" OL  | 17554  | Meer afbeeldingen                                                         |
| Koetshuis met versierde deur en vensteromlijstingen van Prinsessegracht 29 | Woonhuis                  | 18e eeuw                                          |                                                                | Jan Evertstraat 15                          | 52° 5' 5" NB, 4° 18' 57" OL  | 17555  | Meer afbeeldingen                                                         |
| Koetshuis van Prinsessegracht 30 | Bijgebouwen kastelen enz. | 19e eeuw                                          |                                                                | Jan Evertstraat 17                          | 52° 5' 5" NB, 4° 18' 54" OL  | 17556  | Meer afbeeldingen                                                         |
| Pand met gevel met kroonlijst op rococo-consoles | Woonhuis                  |                                                   |                                                                | Kazernestraat 28                            | 52° 4' 58" NB, 4° 18' 34" OL | 17609  | Pand met gevel met kroonlijst op rococo-consoles                          |
| Sociëteit de Vereeniging | Vergadering en vereniging | 1871-85                                           | Elie Saraber (vermoedelijk)                                    | Kazernestraat 38B                           | 52° 4' 58" NB, 4° 18' 35" OL | 459721 | Sociëteit de Vereeniging                                                  |
| Koetshuis | Woonhuis                  | 18e-19e eeuw                                      |                                                                | Kazernestraat 41                            | 52° 5' 1" NB, 4° 18' 43" OL  | 17610  | Meer afbeeldingen                                                         |
| Koetshuis | Woonhuis                  | 18e-19e eeuw                                      |                                                                | Kazernestraat 43                            | 52° 5' 1" NB, 4° 18' 43" OL  | 17611  | Meer afbeeldingen                                                         |
| Koetshuis | Opslag                    | 18e-19e eeuw                                      |                                                                | Kazernestraat 45                            | 52° 5' 1" NB, 4° 18' 44" OL  | 17612  | Koetshuis                                                                 |
| Koetshuis | Woonhuis                  | 18e-19e eeuw                                      |                                                                | Kazernestraat 47                            | 52° 5' 1" NB, 4° 18' 45" OL  | 17613  | Koetshuis                                                                 |
| Eenvoudig pand met lijstgevel van goede verhoudingen | Woonhuis                  | 19e eeuw                                          |                                                                | Kazernestraat 49                            | 52° 5' 2" NB, 4° 18' 45" OL  | 17614  | Eenvoudig pand met lijstgevel van goede verhoudingen                      |
| Voormalig koetshuis van het huis Olmgaeten, met verdieping, schilddak, deuromlijsting met verdiepte pilasters en hoofdgestel en vensters met negenruitsschuiframen                     | Boerderij                 | 18e eeuw                                          |                                                                | Kazernestraat 50                            | 52° 5' 0" NB, 4° 18' 39" OL  | 17459  | Meer afbeeldingen                                                         |
| Koetshuis | Opslag                    | 18e-19e eeuw                                      |                                                                | Kazernestraat 51                            | 52° 5' 2" NB, 4° 18' 46" OL  | 17615  | Koetshuis                                                                 |
| Koetshuis | Bijgebouwen kastelen enz. | 18e-19e eeuw                                      |                                                                | Kazernestraat 53                            | 52° 5' 2" NB, 4° 18' 46" OL  | 17616  | Koetshuis                                                                 |
| Voormalig kantoor van de Nederlandsche Handelsmaatschappij | Handel en kantoor         | 1920-24                                           | M.A. van Nieukerken; J. van Nieukerken                         | Kneuterdijk 1                               | 52° 4' 50" NB, 4° 18' 36" OL | 459722 | Meer afbeeldingen                                                         |
| Winkelpand in de stijl van de ""Um 1800-Bewegung"" | Winkel                    | 1908                                              | J. Mutters jr.; J.J. Gort                                      | Kneuterdijk 2                               | 52° 4' 49" NB, 4° 18' 34" OL | 459723 | Meer afbeeldingen                                                         |
| Johan de Witthuis | Woonhuis                  | ca. 1650                                          |                                                                | Kneuterdijk 6                               | 52° 4' 50" NB, 4° 18' 33" OL | 17623  | Meer afbeeldingen                                                         |
| Huis van Duivenvoorde | Woonhuis                  | ca. 1620                                          |                                                                | Kneuterdijk 13                              | 52° 4' 52" NB, 4° 18' 34" OL | 17624  | Meer afbeeldingen                                                         |
| Pand met gevel met gesneden deuromlijsting | Woonhuis                  | laat 18e eeuw (gevel)                             |                                                                | Kneuterdijk 16                              | 52° 4' 51" NB, 4° 18' 31" OL | 17625  | Meer afbeeldingen                                                         |
| Winkel met bovenwoningen in overgangsarchitectuur | Werk-woonhuis             | 1906                                              | J. Olthuis                                                     | Kneuterdijk 18A                             | 52° 4' 51" NB, 4° 18' 31" OL | 459724 | Meer afbeeldingen                                                         |
| Paleis Kneuterdijk | Paleis                    | 1717                                              | D. Marot                                                       | Kneuterdijk 20                              | 52° 4' 52" NB, 4° 18' 30" OL | 17626  | Meer afbeeldingen                                                         |
| Voormalig logement van de Vijf Steden, tegenwoordig kantoor Raad van State | Woonhuis                  | laatste kwart 17e eeuw                            |                                                                | Kneuterdijk 22                              | 52° 4' 53" NB, 4° 18' 32" OL | 17627  | Meer afbeeldingen                                                         |
| Huis Pauw (Kabinet der Koningin) | Woonhuis                  | ca. 1620                                          |                                                                | Korte Vijverberg 3                          | 52° 4' 51" NB, 4° 18' 52" OL | 17647  | Meer afbeeldingen                                                         |
| Windroos in het plaveisel | Gedenkteken               | waarschijnlijk 18e eeuw                           |                                                                | Korte Vijverberg tegenover 3                | 52° 4' 55" NB, 4° 18' 50" OL | 17648  | Meer afbeeldingen                                                         |
| Kantoorpand in traditionalistische stijl | Handel en kantoor         | }                                                 | E. Cuypers                                                     | Korte Vijverberg 4                          | 52° 4' 51" NB, 4° 18' 51" OL | 459725 | Meer afbeeldingen                                                         |
| Sint-Sebastiaansdoelen (Haags Historisch Museum) | Doelen                    | 1636                                              | A. van 's-Gravesande                                           | Korte Vijverberg 7                          | 52° 4' 52" NB, 4° 18' 50" OL | 17649  | Meer afbeeldingen                                                         |
| Mauritshuis | Woonhuis                  | 1636                                              | J. van Campen; P. Post                                         | Korte Vijverberg 8                          | 52° 4' 49" NB, 4° 18' 51" OL | 17650  | Meer afbeeldingen                                                         |
| Pand met eenvoudige doch fraaie baksteengevel in Lodewijk XIV-stijl | Handel en kantoor         |                                                   |                                                                | Korte Voorhout 1                            | 52° 4' 55" NB, 4° 18' 54" OL | 17645  | Meer afbeeldingen                                                         |
| Koninklijke Schouwburg | Kasteel, buitenplaats     | 1765-66                                           | P. de Swart                                                    | Korte Voorhout 3                            | 52° 4' 56" NB, 4° 18' 56" OL | 17646  | Meer afbeeldingen                                                         |
| Pand met gevel in Lodewijk XIV-stijl met versierde middenpartij | Handel en kantoor         | 18e eeuw                                          |                                                                | Lange Houtstraat 7                          | 52° 4' 51" NB, 4° 18' 57" OL | 17668  | Meer afbeeldingen                                                         |
| Voormalig kantoor met magazijnen van de wijnhandel Maison Antonio Aguilar in de stijl van de Weense Sezession                                                                          | Handel en kantoor         | 1906                                              | Z. Hoek; J.T. Wouters                                          | Lange Houtstraat 8                          | 52° 4' 51" NB, 4° 18' 56" OL | 477223 | Meer afbeeldingen                                                         |
| Pand met gevel in Lodewijk XIV-stijl | Woonhuis                  |                                                   |                                                                | Lange Houtstraat 11                         | 52° 4' 52" NB, 4° 18' 57" OL | 17669  | Meer afbeeldingen                                                         |
| Breed pand met lijstgevel – in het fries van de lijst gesneden versieringen – onderpui in tweeën gewijzigd                                                                             | Werk-woonhuis             | 19e eeuw                                          |                                                                | Lange Houtstraat 15                         | 52° 4' 53" NB, 4° 18' 56" OL | 17670  | Meer afbeeldingen                                                         |
| Pand met Lodewijk XIV gevel met middenrisaliet en hoeklisenen | Werk-woonhuis             |                                                   |                                                                | Lange Houtstraat 17                         | 52° 4' 53" NB, 4° 18' 56" OL | 17671  | Meer afbeeldingen                                                         |
| Fors pand met kroonlijst op consoles en deuromlijsting | Handel en kantoor         | tweede helft 19e eeuw                             |                                                                | Lange Houtstraat 19                         | 52° 4' 54" NB, 4° 18' 55" OL | 17672  | Meer afbeeldingen                                                         |
| Ondiep en hoog pand met rechte kroonlijst onder schilddak | Appartementengebouw       | 18e eeuw                                          |                                                                | Lange Houtstraat 27                         | 52° 4' 54" NB, 4° 18' 54" OL | 17673  | Ondiep en hoog pand met rechte kroonlijst onder schilddak                 |
| Pand met gevel met rechte kroonlijst | Woonhuis                  | vroeg 19e eeuw (gevel)                            |                                                                | Lange Vijverberg 3                          | 52° 4' 50" NB, 4° 18' 38" OL | 17729  | Meer afbeeldingen                                                         |
| Pand met bakstenen gevel in Lodewijk XIV-stijl | Woonhuis                  |                                                   |                                                                | Lange Vijverberg 4                          | 52° 4' 51" NB, 4° 18' 39" OL | 17730  | Meer afbeeldingen                                                         |
| Pand met gevel van baksteen | Woonhuis                  | laat 18e eeuw (gevel)                             |                                                                | Lange Vijverberg 6                          | 52° 4' 51" NB, 4° 18' 40" OL | 17731  | Meer afbeeldingen                                                         |
| Pand met gevel | Woonhuis                  | eerste helft 18e eeuw                             |                                                                | Lange Vijverberg 7                          | 52° 4' 51" NB, 4° 18' 40" OL | 17732  | Meer afbeeldingen                                                         |
| Huis Schuylenburch | Woonhuis                  | 1715                                              | D. Marot                                                       | Lange Vijverberg 8                          | 52° 4' 51" NB, 4° 18' 41" OL | 17733  | Meer afbeeldingen                                                         |
| Pand met pilastergevel, onderpui gewijzigd | Woonhuis                  | midden 17e eeuw                                   |                                                                | Lange Vijverberg 9                          | 52° 4' 52" NB, 4° 18' 41" OL | 17734  | Pand met pilastergevel, onderpui gewijzigd                                |
| Pand met Lodewijk XIV gevel met versierde middenrisaliet | Woonhuis                  |                                                   |                                                                | Lange Vijverberg 11                         | 52° 4' 52" NB, 4° 18' 42" OL | 17735  | Meer afbeeldingen                                                         |
| Pand met gevel met versierde middenrisaliet | Woonhuis                  | vroeg 19e eeuw (gevel)                            |                                                                | Lange Vijverberg 12                         | 52° 4' 52" NB, 4° 18' 44" OL | 17736  | Meer afbeeldingen                                                         |
| Voormalig herenhuis in neorenaissancestijl | Woonhuis                  | 1893-1984                                         | C.J. van Roode jr.                                             | Lange Vijverberg 13                         | 52° 4' 52" NB, 4° 18' 44" OL | 477224 | Meer afbeeldingen                                                         |
| Pand, oorspronkelijk een geheel met de nrs. 15 en 16, gebouwd als paleis van de Friese stadhouders door Pieter de Swart – rococo-interieurs, thans Museum Bredius                      | Woonhuis                  | 1755                                              | P. de Swart                                                    | Lange Vijverberg 14                         | 52° 4' 52" NB, 4° 18' 45" OL | 17737  | Meer afbeeldingen                                                         |
| Voormalig Friese hof, nu Hoogsteder & Hoogsteder | Woonhuis                  | 1755                                              | P. de Swart                                                    | Lange Vijverberg 15                         | 52° 4' 53" NB, 4° 18' 46" OL | 17738  | Meer afbeeldingen                                                         |
| Pand oorspronkelijk een geheel met de nrs. 14 en 15 | Woonhuis                  | 1755                                              | P. de Swart                                                    | Lange Vijverberg 16                         | 52° 4' 53" NB, 4° 18' 46" OL | 17739  | Meer afbeeldingen                                                         |
| Kloosterkerk | Kerk en kerkonderdeel     | ca. 1400                                          |                                                                | Lange Voorhout 2                            | 52° 4' 54" NB, 4° 18' 35" OL | 17690  | Meer afbeeldingen                                                         |
| Pand met gevel, houten poort met natuurstenen omlijsting | Kerkelijke dienstwoning   | 19e eeuw (gevel)                                  |                                                                | Lange Voorhout 4                            | 52° 4' 55" NB, 4° 18' 36" OL | 17691  | Meer afbeeldingen                                                         |
| Theater Diligentia; ouder gebouw, in 1805 verbouwd en ingericht voor huidige bestemming                                                                                                | Welzijn, kunst en cultuur | 1805 (verbouwing)                                 |                                                                | Lange Voorhout 5                            | 52° 4' 53" NB, 4° 18' 37" OL | 17675  | Meer afbeeldingen                                                         |
| Pand met trapgevel met natuurstenen deuromlijsting | Woonhuis                  | vroeg 17e eeuw (trapgevel)                        |                                                                | Lange Voorhout 6                            | 52° 4' 55" NB, 4° 18' 36" OL | 17692  | Meer afbeeldingen                                                         |
| Pand, inwendig betimmeringen, schoorstenen en stucplafonds in Lodewijk XIV stijl | Woonhuis                  | 17e eeuw 1822+1844 (gewijzigd)                    |                                                                | Lange Voorhout 7                            | 52° 4' 54" NB, 4° 18' 38" OL | 17676  | Meer afbeeldingen                                                         |
| Pand, fraaie muurankers, ingangsomlijsting met pilasters | Kantoorgebouw             | 18e eeuw                                          |                                                                | Lange Voorhout 8                            | 52° 4' 55" NB, 4° 18' 37" OL | 17693  | Meer afbeeldingen                                                         |
| Grootboekgebouw | Overheidsgebouw           | 1884                                              | C.H. Peters                                                    | Lange Voorhout 8                            | 52° 4' 56" NB, 4° 18' 37" OL | 477111 | Grootboekgebouw                                                           |
| Door J. Lemberg gebouwd pand, van algemeen belang wegens harmonische architectuur en kunsthistorische waarde                                                                           | Handel en kantoor         | 1911                                              | J. Lemberg                                                     | Lange Voorhout 9                            | 52° 4' 54" NB, 4° 18' 40" OL | 17677  | Meer afbeeldingen                                                         |
| Pand, waarvan in de zijgevel nog restanten over zijn; inwendig enkele vertrekken met eenvoudige stucversiering                                                                         | Woonhuis                  | 16e eeuw (pand) 18e eeuw (gevel + stucversiering) |                                                                | Lange Voorhout 10                           | 52° 4' 56" NB, 4° 18' 38" OL | 17694  | Meer afbeeldingen                                                         |
| Pand met gevel met naar voren springende ingangspartij in Lodewijk XVI stijl | Woonhuis                  |                                                   |                                                                | Lange Voorhout 11                           | 52° 4' 54" NB, 4° 18' 40" OL | 17678  | Meer afbeeldingen                                                         |
| Pand met gevel, interieurs in Lodewijk XIV stijl | Woonhuis                  | eerste helft 19e eeuw                             |                                                                | Lange Voorhout 12                           | 52° 4' 56" NB, 4° 18' 39" OL | 17695  | Meer afbeeldingen                                                         |
| Pand met bakstenen gevel in Lodewijk XIV stijl met rechte kroonlijst op gesneden consoles, rijk versierde middenpartij                                                                 | Handel en kantoor         |                                                   |                                                                | Lange Voorhout 13                           | 52° 4' 55" NB, 4° 18' 41" OL | 17679  | Meer afbeeldingen                                                         |
| Pand met neorenaissance gevel | Handel en kantoor         | ca. 1900                                          |                                                                | Lange Voorhout 14                           | 52° 4' 56" NB, 4° 18' 39" OL | 17696  | Meer afbeeldingen                                                         |
| Pulchri Studio | Woonhuis                  |                                                   |                                                                | Lange Voorhout 15                           | 52° 4' 55" NB, 4° 18' 42" OL | 17680  | Meer afbeeldingen                                                         |
| Pand met gevel, interieurs in Lodewijk XVI stijl | Woonhuis                  | derde kwart 18e eeuw                              |                                                                | Lange Voorhout 16                           | 52° 4' 57" NB, 4° 18' 40" OL | 17697  | Meer afbeeldingen                                                         |
| Pand met gevel | Woonhuis                  | tweede helft 18e eeuw                             |                                                                | Lange Voorhout 18                           | 52° 4' 57" NB, 4° 18' 40" OL | 17698  | Meer afbeeldingen                                                         |
| Pand met Lodewijk XVI gevel met versierde middentravee | Woonhuis                  |                                                   |                                                                | Lange Voorhout 19                           | 52° 4' 56" NB, 4° 18' 44" OL | 17681  | Meer afbeeldingen                                                         |
| Pand met gevel | Woonhuis                  | eerste helft 19e eeuw                             |                                                                | Lange Voorhout 20                           | 52° 4' 57" NB, 4° 18' 41" OL | 17699  | Pand met gevel                                                            |
| Pand met Lodewijk XVI gevel met versierde middentravee | Woonhuis                  |                                                   |                                                                | Lange Voorhout 21                           | 52° 4' 56" NB, 4° 18' 44" OL | 17682  | Pand met Lodewijk XVI gevel met versierde middentravee                    |
| Pand met gevel met versierde poort- en deuromlijsting | Woonhuis                  | vroeg 19e eeuw (gevel)                            |                                                                | Lange Voorhout 22                           | 52° 4' 57" NB, 4° 18' 41" OL | 17700  | Meer afbeeldingen                                                         |
| Pand met Lodewijk XVI gevel met versierde middentravee | Woonhuis                  |                                                   |                                                                | Lange Voorhout 23                           | 52° 4' 56" NB, 4° 18' 45" OL | 17683  | Meer afbeeldingen                                                         |
| Pand met gevel | Werk-woonhuis             | vroeg 19e eeuw (gevel)                            |                                                                | Lange Voorhout 25                           | 52° 4' 56" NB, 4° 18' 45" OL | 17684  | Meer afbeeldingen                                                         |
| Oorspronkelijk met de nrs 28 en 30 een pand in régence stijl | Woonhuis                  |                                                   |                                                                | Lange Voorhout 26                           | 52° 4' 57" NB, 4° 18' 41" OL | 17701  | Meer afbeeldingen                                                         |
| Pand met gevel met versierde dubbele deuromlijsting | Woonhuis                  | vroeg 19e eeuw (gevel)                            |                                                                | Lange Voorhout 27                           | 52° 4' 56" NB, 4° 18' 46" OL | 17685  | Meer afbeeldingen                                                         |
| Oorspronkelijk met de nrs 26 en 30 een pand in régence stijl, Lodewijk XIV en rococo-interieurs                                                                                        | Appartementengebouw       |                                                   |                                                                | Lange Voorhout 28                           | 52° 4' 58" NB, 4° 18' 42" OL | 17702  | Meer afbeeldingen                                                         |
| Pand met bakstenen gevel met kroonlijst op Lodewijk XIV consoles | Woonhuis                  |                                                   |                                                                | Lange Voorhout 29                           | 52° 4' 56" NB, 4° 18' 46" OL | 17686  | Meer afbeeldingen                                                         |
| Oorspronkelijk met de nrs 26 en 28 een pand in régence stijl | Woonhuis                  |                                                   |                                                                | Lange Voorhout 30                           | 52° 4' 58" NB, 4° 18' 42" OL | 17703  | Oorspronkelijk met de nrs 26 en 28 een pand in régence stijl              |
| Hoekpand | Handel en kantoor         | eerste helft 19e eeuw                             |                                                                | Lange Voorhout 31                           | 52° 4' 56" NB, 4° 18' 47" OL | 17687  | Meer afbeeldingen                                                         |
| Pand met bakstenen gevel met hardstenen plint, middentravee, hoekpilasters en stoep - Lodewijk XV deur met gesneden kalf en bovenlicht - rijk versierd interieur in Lodewijk XVI stijl | Woonhuis                  | midden 18e eeuw (gevel)                           |                                                                | Lange Voorhout 32                           | 52° 4' 58" NB, 4° 18' 42" OL | 17704  | Meer afbeeldingen                                                         |
| Pomp | Straatmeubilair           | eerste kwart 18e eeuw                             |                                                                | Lange Voorhout tegenover 33                 | 52° 4' 57" NB, 4° 18' 48" OL | 17674  | Meer afbeeldingen                                                         |
| Huis Huguetan | Woonhuis                  |                                                   |                                                                | Lange Voorhout 34                           | 52° 4' 59" NB, 4° 18' 44" OL | 17705  | Meer afbeeldingen                                                         |
| Pand met gevel | Handel en kantoor         | tweede helft 19e eeuw                             |                                                                | Lange Voorhout 35                           | 52° 4' 56" NB, 4° 18' 48" OL | 17688  | Pand met gevel                                                            |
| Pand met gave Lodewijk XIV gevel met rechte kroonlijst en hardstenen plint - middentravee met pilasters versierd                                                                       | Woonhuis                  |                                                   |                                                                | Lange Voorhout 38                           | 52° 4' 59" NB, 4° 18' 44" OL | 17706  | Meer afbeeldingen                                                         |
| Pand met gevel met in Lodewijk XVI stijl versierde ingangspartij, Haagsche Club | Woonhuis                  | 18e eeuw (gevel)                                  |                                                                | Lange Voorhout 40                           | 52° 4' 60" NB, 4° 18' 45" OL | 17707  | Meer afbeeldingen                                                         |
| Pand met Lodewijk XIV gevel | Woonhuis                  |                                                   |                                                                | Lange Voorhout 41                           | 52° 4' 56" NB, 4° 18' 48" OL | 17689  | Pand met Lodewijk XIV gevel                                               |
| Pand met gevel met rechte kroonlijst op gesneden consoles | Woonhuis                  | eerste helft 19e eeuw                             |                                                                | Lange Voorhout 42                           | 52° 5' 0" NB, 4° 18' 46" OL  | 17708  | Meer afbeeldingen                                                         |
| Pand met gevel | Woonhuis                  | eerste helft 19e eeuw                             |                                                                | Lange Voorhout 44                           | 52° 5' 0" NB, 4° 18' 46" OL  | 17709  | Meer afbeeldingen                                                         |
| Pand met gevel | Woonhuis                  | eerste helft 19e eeuw                             |                                                                | Lange Voorhout 46                           | 52° 5' 1" NB, 4° 18' 46" OL  | 17710  | Meer afbeeldingen                                                         |
| Johanniter Orde | Woonhuis                  |                                                   |                                                                | Lange Voorhout 48                           | 52° 5' 1" NB, 4° 18' 47" OL  | 17711  | Meer afbeeldingen                                                         |
| Pand met gevel met rechte kroonlijst op gesneden consoles | Woonhuis                  | 19e eeuw (gevel)                                  |                                                                | Lange Voorhout 50                           | 52° 5' 1" NB, 4° 18' 47" OL  | 17712  | Meer afbeeldingen                                                         |
| Pand met gevel rechte kroonlijst op gesneden consoles | Woonhuis                  | 19e eeuw (gevel)                                  |                                                                | Lange Voorhout 52                           | 52° 5' 1" NB, 4° 18' 47" OL  | 17713  | Meer afbeeldingen                                                         |
| Hotel des Indes | Horeca                    | tweede helft 19e eeuw                             |                                                                | Lange Voorhout 56                           | 52° 5' 2" NB, 4° 18' 48" OL  | 17714  | Meer afbeeldingen                                                         |
| Pand met bakstenen Lodewijk XVI gevel met gesneden deuromlijsting | Woonhuis                  |                                                   |                                                                | Lange Voorhout 58                           | 52° 5' 2" NB, 4° 18' 50" OL  | 17715  | Meer afbeeldingen                                                         |
| Pand met gevel uit de eerste helft van de 19e eeuw | Woonhuis                  | eerste helft 19e eeuw (gevel)                     |                                                                | Lange Voorhout 60                           | 52° 5' 1" NB, 4° 18' 50" OL  | 17716  | Meer afbeeldingen                                                         |
| Pand met voor- en achtergevel in Lodewijk XVI stijl - deuromlijsting en balkon | Woonhuis                  | tweede helft 18e eeuw (interieur)                 |                                                                | Lange Voorhout 62                           | 52° 5' 1" NB, 4° 18' 50" OL  | 17717  | Meer afbeeldingen                                                         |
| Pand met hoge gevel op natuurstenen voet van omstreeks 1800 | Woonhuis                  | ca. 1800                                          |                                                                | Lange Voorhout 64                           | 52° 5' 1" NB, 4° 18' 51" OL  | 17718  | Meer afbeeldingen                                                         |
| Pand met gevel met kroonlijst op gesneden consoles | Woonhuis                  | 19e eeuw (gevel)                                  |                                                                | Lange Voorhout 66                           | 52° 5' 1" NB, 4° 18' 50" OL  | 17719  | Meer afbeeldingen                                                         |
| Pand met gevel met kroonlijst op gesneden consoles | Woonhuis                  | 19e eeuw (gevel)                                  |                                                                | Lange Voorhout 68                           | 52° 5' 1" NB, 4° 18' 51" OL  | 17720  | Meer afbeeldingen                                                         |
| Pand met bakstenen gevel met rechte kroonlijst | Woonhuis                  | eind 18e eeuw (gevel)                             |                                                                | Lange Voorhout 70                           | 52° 5' 1" NB, 4° 18' 51" OL  | 17721  | Meer afbeeldingen                                                         |
| Pand met bakstenen gevel met rechte kroonlijst | Woonhuis                  | eind 18e eeuw (gevel)                             |                                                                | Lange Voorhout 72                           | 52° 5' 1" NB, 4° 18' 51" OL  | 17722  | Meer afbeeldingen                                                         |
| Paleis Lange Voorhout | Woonhuis                  | 1760-1764                                         | Pieter de Swart                                                | Lange Voorhout 74                           | 52° 5' 0" NB, 4° 18' 51" OL  | 17723  | Meer afbeeldingen                                                         |
| Russenhuis; Pand met bakstenen gevel met kroonlijst op gesneden consoles | Woonhuis                  | 19e eeuw (gevel)                                  |                                                                | Lange Voorhout 78                           | 52° 4' 60" NB, 4° 18' 51" OL | 17724  | Meer afbeeldingen                                                         |
| Pand met bakstenen gevel met kroonlijst op gesneden consoles | Woonhuis                  | 19e eeuw                                          |                                                                | Lange Voorhout 82                           | 52° 4' 60" NB, 4° 18' 52" OL | 17725  | Meer afbeeldingen                                                         |
| Pand met bakstenen gevel | Handel en kantoor         | eind 18e eeuw (gevel)                             |                                                                | Lange Voorhout 88                           | 52° 4' 59" NB, 4° 18' 52" OL | 17726  | Meer afbeeldingen                                                         |
| Pand met bakstenen gevel | Handel en kantoor         | eind 18e eeuw (gevel)                             |                                                                | Lange Voorhout 90                           | 52° 4' 59" NB, 4° 18' 52" OL | 17727  | Meer afbeeldingen                                                         |
| Pand met bakstenen gevel met versierde middenpartij en kroonlijst op gesneden consoles                                                                                                 | Woonhuis                  | tweede helft 19e eeuw (gevel)                     |                                                                | Lange Voorhout 92                           | 52° 4' 58" NB, 4° 18' 53" OL | 17728  | Meer afbeeldingen                                                         |
| Amerikaanse Ambassade | Overheidsgebouw           | 1959                                              |                                                                | Lange Voorhout 102                          | 52° 4' 58" NB, 4° 18' 55" OL | 532222 | Meer afbeeldingen                                                         |
| Gedenkteken Karel Bernhard van Saksen-Weimar-Eisenach | Gedenkteken               | 1866                                              | Johan Philip Koelman en Hugo Pieter Vogel                      | Lange Voorhout z.n.                         | 52° 4' 57" NB, 4° 18' 52" OL | 459743 | Meer afbeeldingen                                                         |
| Pand met ingezwenkte halsgevel met aanzetvazen en recht afgedekte top | Woonhuis                  | ca. 1700                                          |                                                                | Maliestraat 1                               | 52° 5' 4" NB, 4° 18' 49" OL  | 17747  | Meer afbeeldingen                                                         |
| Pand met lijstgevel | Woonhuis                  | 19e eeuw (gevel)                                  |                                                                | Maliestraat 5                               | 52° 5' 4" NB, 4° 18' 49" OL  | 17748  | Pand met lijstgevel                                                       |
| Pand met ingezwenkte halsgevel met aanzetvazen en recht afgedekte top | Woonhuis                  | ca. 1700                                          |                                                                | Maliestraat 7                               | 52° 5' 4" NB, 4° 18' 50" OL  | 17749  | Pand met ingezwenkte halsgevel met aanzetvazen en recht afgedekte top     |
| Pand met ingezwenkte halsgevel met aanzetvazen en recht afgedekte top | Werk-woonhuis             | ca. 1700                                          |                                                                | Maliestraat 9                               | 52° 5' 4" NB, 4° 18' 50" OL  | 17750  | Pand met ingezwenkte halsgevel met aanzetvazen en recht afgedekte top     |
| Pand met ingezwenkte halsgevel met aanzetvazen en recht afgedekte top | Woonhuis                  | ca. 1700                                          |                                                                | Maliestraat 11                              | 52° 5' 4" NB, 4° 18' 50" OL  | 17751  | Meer afbeeldingen                                                         |
| Pand met ingezwenkte halsgevel met aanzetvazen en recht afgedekte top | Woonhuis                  | ca. 1700                                          |                                                                | Maliestraat 13B                             | 52° 5' 4" NB, 4° 18' 50" OL  | 17752  | Pand met ingezwenkte halsgevel met aanzetvazen en recht afgedekte top     |
| Hoekpand met eenvoudige gevel | Woonhuis                  | 18e eeuw                                          |                                                                | Maliestraat 15                              | 52° 5' 4" NB, 4° 18' 51" OL  | 17753  | Meer afbeeldingen                                                         |
| Pand met Lodewijk XIV gevel met kroonlijst op gesneden consoles | Woonhuis                  |                                                   |                                                                | Maliestraat 18                              | 52° 5' 4" NB, 4° 18' 51" OL  | 17754  | Meer afbeeldingen                                                         |
| Hoekhuis met rechte kroonlijst | Woonhuis                  | 19e eeuw                                          |                                                                | Maliestraat 20                              | 52° 5' 4" NB, 4° 18' 51" OL  | 17755  | Meer afbeeldingen                                                         |
| Statig woonhuis van harmonische architectuur | Woonhuis                  | ca. 1860                                          |                                                                | Mauritskade 1                               | 52° 5' 2" NB, 4° 18' 19" OL  | 17758  | Statig woonhuis van harmonische architectuur                              |
| Statig woonhuis van harmonische architectuur | Woonhuis                  | ca. 1860                                          |                                                                | Mauritskade 3                               | 52° 5' 2" NB, 4° 18' 19" OL  | 17759  | Statig woonhuis van harmonische architectuur                              |
| Statig woonhuis van harmonische architectuur | Woonhuis                  | ca. 1860                                          |                                                                | Mauritskade 5                               | 52° 5' 2" NB, 4° 18' 20" OL  | 17760  | Statig woonhuis van harmonische architectuur                              |
| Statig woonhuis van harmonische architectuur | Woonhuis                  | ca. 1860                                          |                                                                | Mauritskade 7                               | 52° 5' 3" NB, 4° 18' 21" OL  | 17761  | Meer afbeeldingen                                                         |
| Statig woonhuis van harmonische architectuur | Woonhuis                  | ca. 1860                                          |                                                                | Mauritskade 9                               | 52° 5' 3" NB, 4° 18' 21" OL  | 17762  | Meer afbeeldingen                                                         |
| Statig woonhuis van harmonische architectuur | Woonhuis                  | ca. 1860                                          |                                                                | Mauritskade 11                              | 52° 5' 3" NB, 4° 18' 23" OL  | 17763  | Meer afbeeldingen                                                         |
| Statig woonhuis van harmonische architectuur | Woonhuis                  | ca. 1860                                          |                                                                | Mauritskade 17                              | 52° 5' 3" NB, 4° 18' 23" OL  | 17764  | Meer afbeeldingen                                                         |
| Statig woonhuis van harmonische architectuur | Woonhuis                  | ca. 1860                                          |                                                                | Mauritskade 19                              | 52° 5' 4" NB, 4° 18' 25" OL  | 17765  | Meer afbeeldingen                                                         |
| Statig woonhuis van harmonische architectuur | Woonhuis                  | ca. 1860                                          |                                                                | Mauritskade 21                              | 52° 5' 4" NB, 4° 18' 25" OL  | 17766  | Meer afbeeldingen                                                         |
| Statig woonhuis van harmonische architectuur | Woonhuis                  | ca. 1860                                          |                                                                | Mauritskade 23                              | 52° 5' 4" NB, 4° 18' 26" OL  | 17767  | Meer afbeeldingen                                                         |
| Statig woonhuis van harmonische architectuur | Woonhuis                  | ca. 1860                                          |                                                                | Mauritskade 25                              | 52° 5' 5" NB, 4° 18' 26" OL  | 17768  | Meer afbeeldingen                                                         |
| Statig woonhuis van harmonische architectuur | Woonhuis                  | ca. 1860                                          |                                                                | Mauritskade 27                              | 52° 5' 5" NB, 4° 18' 27" OL  | 17769  | Meer afbeeldingen                                                         |
| Statig woonhuis van harmonische architectuur | Woonhuis                  | ca. 1860                                          |                                                                | Mauritskade 29                              | 52° 5' 5" NB, 4° 18' 27" OL  | 17770  | Meer afbeeldingen                                                         |
| Statig woonhuis van harmonische architectuur | Woonhuis                  | ca. 1860                                          |                                                                | Mauritskade 33                              | 52° 5' 6" NB, 4° 18' 28" OL  | 17771  | Meer afbeeldingen                                                         |
| Herenhuis in eclectische trant | Woonhuis                  | 1880                                              |                                                                | Mauritskade 43                              | 52° 5' 8" NB, 4° 18' 35" OL  | 459744 | Herenhuis in eclectische trant                                            |
| Herenhuis in eclectische trant | Woonhuis                  | 1880                                              |                                                                | Mauritskade 45                              | 52° 5' 8" NB, 4° 18' 35" OL  | 459745 | Herenhuis in eclectische trant                                            |
| Herenhuis in eclectische trant | Woonhuis                  | 1880                                              |                                                                | Mauritskade 47A                             | 52° 5' 9" NB, 4° 18' 36" OL  | 459746 | Herenhuis in eclectische trant                                            |
| Herenhuis in eclectische trant | Woonhuis                  | 1880                                              |                                                                | Mauritskade 49                              | 52° 5' 9" NB, 4° 18' 36" OL  | 459747 | Herenhuis in eclectische trant                                            |
| Herenhuis in eclectische trant | Woonhuis                  | 1880                                              |                                                                | Mauritskade 51                              | 52° 5' 9" NB, 4° 18' 37" OL  | 459748 | Herenhuis in eclectische trant                                            |
| Herenhuis in eclectische trant | Woonhuis                  | 1880                                              |                                                                | Mauritskade 53                              | 52° 5' 9" NB, 4° 18' 37" OL  | 459749 | Herenhuis in eclectische trant                                            |
| Herenhuis in eclectische trant | Woonhuis                  | 1880                                              |                                                                | Mauritskade 55                              | 52° 5' 9" NB, 4° 18' 37" OL  | 459750 | Herenhuis in eclectische trant                                            |
| Herenhuis op de hoek Mauritskade-Nieuwe Schoolstraat in eclectische trant | Woonhuis                  | 1880                                              |                                                                | Mauritskade 57                              | 52° 5' 9" NB, 4° 18' 38" OL  | 459751 | Herenhuis op de hoek Mauritskade-Nieuwe Schoolstraat in eclectische trant |
| Theater Pepijn/Filmhuis | Nijverheid                | 1898                                              |                                                                | Nieuwe Schoolstraat 23                      | 52° 5' 5" NB, 4° 18' 44" OL  | 459755 | Theater Pepijn/Filmhuis                                                   |
| Pand voorzien van gevel met kroonlijst op gesneden consoles, deuromlijsting met pilasters                                                                                              | Woonhuis                  | tweede helft 18e eeuw                             |                                                                | Nieuwe Uitleg 10                            | 52° 5' 2" NB, 4° 18' 55" OL  | 17805  | Meer afbeeldingen                                                         |
| Pand voorzien van gevel met kroonlijst op gesneden consoles, deuromlijsting met pilasters                                                                                              | Woonhuis                  | tweede helft 18e eeuw                             |                                                                | Nieuwe Uitleg 11                            | 52° 5' 3" NB, 4° 18' 55" OL  | 17806  | Meer afbeeldingen                                                         |
| Pand voorzien van gevel en versierde ingangspartij | Woonhuis                  | tweede helft 18e eeuw                             |                                                                | Nieuwe Uitleg 12                            | 52° 5' 3" NB, 4° 18' 55" OL  | 17807  | Meer afbeeldingen                                                         |
| Pand voorzien van gevel en versierde ingangspartij | Woonhuis                  | tweede helft 18e eeuw                             |                                                                | Nieuwe Uitleg 13                            | 52° 5' 3" NB, 4° 18' 54" OL  | 17808  | Meer afbeeldingen                                                         |
| Pand voorzien van gevel en versierde ingangspartij | Woonhuis                  | tweede helft 18e eeuw                             |                                                                | Nieuwe Uitleg 14                            | 52° 5' 3" NB, 4° 18' 55" OL  | 17809  | Meer afbeeldingen                                                         |
| Pand met oude gevel | Woonhuis                  |                                                   |                                                                | Nieuwe Uitleg 15                            | 52° 5' 3" NB, 4° 18' 54" OL  | 17810  | Meer afbeeldingen                                                         |
| Pand met eenvoudige gevel met fraaie deur | Woonhuis                  | ca. 1800                                          |                                                                | Nieuwe Uitleg 16                            | 52° 5' 4" NB, 4° 18' 54" OL  | 17811  | Meer afbeeldingen                                                         |
| Pand met gevel | Woonhuis                  | vroeg 19e eeuw (gevel)                            |                                                                | Nieuwe Uitleg 17                            | 52° 5' 4" NB, 4° 18' 53" OL  | 17812  | Meer afbeeldingen                                                         |
| Pand met gevel | Woonhuis                  | vroeg 19e eeuw (gevel)                            |                                                                | Nieuwe Uitleg 18                            | 52° 5' 4" NB, 4° 18' 53" OL  | 17813  | Meer afbeeldingen                                                         |
| Pand met gevel | Woonhuis                  | vroeg 19e eeuw (gevel)                            |                                                                | Nieuwe Uitleg 20                            | 52° 5' 4" NB, 4° 18' 53" OL  | 17814  | Meer afbeeldingen                                                         |
| Pand met in latere tijd verhoogde gevel met versierde deurpartij | Woonhuis                  | begin 18e eeuw                                    |                                                                | Nieuwe Uitleg 21                            | 52° 5' 4" NB, 4° 18' 53" OL  | 17815  | Meer afbeeldingen                                                         |
| Pand met gevel in Lodewijk XVI stijl met kroonlijst op gesneden consoles | Woonhuis                  |                                                   |                                                                | Nieuwe Uitleg 22                            | 52° 5' 4" NB, 4° 18' 53" OL  | 17816  | Meer afbeeldingen                                                         |
| Pand met gevel in Lodewijk XVI stijl met kroonlijst op gesneden consoles | Woonhuis                  |                                                   |                                                                | Nieuwe Uitleg 23                            | 52° 5' 5" NB, 4° 18' 53" OL  | 17817  | Meer afbeeldingen                                                         |
| Pand met gevel met stoep en versierde deurpartij | Woonhuis                  | ca. 1750                                          |                                                                | Nieuwe Uitleg 24                            | 52° 5' 5" NB, 4° 18' 53" OL  | 17818  | Meer afbeeldingen                                                         |
| Pand met gevel met stoep en versierde deurpartij | Woonhuis                  | ca. 1750                                          |                                                                | Nieuwe Uitleg 25                            | 52° 5' 5" NB, 4° 18' 52" OL  | 17819  | Meer afbeeldingen                                                         |
| Pand met gevel | Woonhuis                  | eerste helft 19e eeuw                             |                                                                | Nieuwe Uitleg 26                            | 52° 5' 5" NB, 4° 18' 52" OL  | 17820  | Pand met gevel                                                            |
| Pand met gevel | Woonhuis                  | eerste helft 19e eeuw                             |                                                                | Nieuwe Uitleg 27                            | 52° 5' 5" NB, 4° 18' 52" OL  | 17821  | Pand met gevel                                                            |
| Pand met gevel | Woonhuis                  | eerste helft 18e eeuw                             |                                                                | Nieuwe Uitleg 28                            | 52° 5' 6" NB, 4° 18' 52" OL  | 17822  | Meer afbeeldingen                                                         |
| Pand met gevel, deur met pilasteromlijsting | Woonhuis                  | 18e eeuw (gevel)                                  |                                                                | Nieuwe Uitleg 30                            | 52° 5' 6" NB, 4° 18' 53" OL  | 17823  | Meer afbeeldingen                                                         |
| Pand met gevel | Woonhuis                  | eerste helft 19e eeuw                             |                                                                | Nieuwe Uitleg 32                            | 52° 5' 6" NB, 4° 18' 54" OL  | 17824  | Meer afbeeldingen                                                         |
| Pand met gevel, deur met pilasteromlijsting | Woonhuis                  | tweede helft 18e eeuw                             |                                                                | Nieuwe Uitleg 33                            | 52° 5' 7" NB, 4° 18' 54" OL  | 17825  | Meer afbeeldingen                                                         |
| Pand met gevel | Woonhuis                  | tweede helft 19e eeuw                             |                                                                | Nieuwe Uitleg 34                            | 52° 5' 7" NB, 4° 18' 54" OL  | 17826  | Meer afbeeldingen                                                         |
| Pand met gevel, ingangsomlijsting met pilasters | Woonhuis                  | vroeg 19e eeuw (gevel)                            |                                                                | Nieuwe Uitleg 37                            | 52° 5' 7" NB, 4° 18' 55" OL  | 17827  | Meer afbeeldingen                                                         |
| Waalse kerk | Kerk en kerkonderdeel     | 1808                                              | J. van Duijfhuijs                                              | Noordeinde 23A                              | 52° 4' 50" NB, 4° 18' 29" OL | 17831  | Meer afbeeldingen                                                         |
| Mercurius | Handel en kantoor         | 1901-02                                           | Z. Hoek; J.Th. Wouters                                         | Noordeinde 43                               | 52° 4' 55" NB, 4° 18' 24" OL | 459757 | Meer afbeeldingen                                                         |
| Ruiterstandbeeld Willem van Oranje | Gedenkteken               | 1845                                              | E. de Nieuwerkerke                                             | Noordeinde t.o. 68                          | 52° 4' 52" NB, 4° 18' 25" OL | 17830  | Meer afbeeldingen                                                         |
| Bouwblok op rechthoekige plattegrond bestaande uit twee voormalige herenhuizen in eclectische stijl                                                                                    | Woonhuis                  | ca. 1875                                          | J.J. Delia                                                     | Oranjestraat 4                              | 52° 4' 58" NB, 4° 18' 24" OL | 459761 | Meer afbeeldingen                                                         |
| Voormalig herenhuis op rechthoekige plattegrond in eclectische stijl | Woonhuis                  | ca. 1875                                          | J.J. Delia                                                     | Oranjestraat 6                              | 52° 4' 58" NB, 4° 18' 25" OL | 459762 | Meer afbeeldingen                                                         |
| Voormalig herenhuis op rechthoekige plattegrond in eclectische stijl | Woonhuis                  | ca. 1875                                          | J.J. Delia                                                     | Oranjestraat 8                              | 52° 4' 59" NB, 4° 18' 26" OL | 459763 | Meer afbeeldingen                                                         |
| Voormalig herenhuis op rechthoekige plattegrond in eclectische stijl | Woonhuis                  | ca. 1875                                          | J.J. Delia                                                     | Oranjestraat 10                             | 52° 4' 59" NB, 4° 18' 26" OL | 459764 | Meer afbeeldingen                                                         |
| Gotische Zaal | Woonhuis                  | 1840                                              |                                                                | Paleisstraat 1                              | 52° 4' 54" NB, 4° 18' 28" OL | 17869  | Meer afbeeldingen                                                         |
| Voormalig herenhuis op rechthoekige plattegrond in eclectische stijl | Woonhuis                  | 1883                                              | J. van Lith; Van Dam                                           | Paleisstraat 2                              | 52° 4' 53" NB, 4° 18' 25" OL | 459766 | Meer afbeeldingen                                                         |
| Vrijstaande villa in eclectische stijl met sierhek | Woonhuis                  | ca. 1883                                          |                                                                | Paleisstraat 4                              | 52° 4' 55" NB, 4° 18' 26" OL | 459767 | Meer afbeeldingen                                                         |
| Vrijstaande villa in neorenaissancestijl met ijzeren tuinhek | Woonhuis                  | ca. 1890                                          |                                                                | Paleisstraat 6                              | 52° 4' 56" NB, 4° 18' 26" OL | 459768 | Meer afbeeldingen                                                         |
| Paleiskerk | Kerk en kerkonderdeel     | 1885-86                                           | K. Stoffels                                                    | Paleisstraat 8                              | 52° 4' 56" NB, 4° 18' 25" OL | 477226 | Meer afbeeldingen                                                         |
| Vrijstaande villa in late eclectische stijl op L-vormige plattegrond met ijzeren tuinhek                                                                                               | Woonhuis                  | 1888                                              | B.P. Schippers                                                 | Paleisstraat 10                             | 52° 4' 57" NB, 4° 18' 25" OL | 459769 | Meer afbeeldingen                                                         |
| Rusthof | Woonhuis                  | 1831                                              |                                                                | Parkstraat 41                               | 52° 4' 58" NB, 4° 18' 32" OL | 17870  | Meer afbeeldingen                                                         |
| Sint-Jacobus de Meerderekerk | Kerk en kerkonderdeel     | 1875-78                                           | P.J.H. Cuypers                                                 | Parkstraat 65A                              | 52° 4' 59" NB, 4° 18' 31" OL | 17871  | Meer afbeeldingen                                                         |
| Winkel-woonhuis in Art Nouveau | Werk-woonhuis             | 1905                                              | L. Simons                                                      | Plaats 20                                   | 52° 4' 48" NB, 4° 18' 33" OL | 459771 | Meer afbeeldingen                                                         |
| Pand met gevel in Lodewijk XIV-stijl | Appartementengebouw       |                                                   |                                                                | Plaats 24                                   | 52° 4' 48" NB, 4° 18' 34" OL | 17877  | Meer afbeeldingen                                                         |
| Pand met gevel in Lodewijk XIV-stijl | Werk-woonhuis             |                                                   |                                                                | Plaats 25                                   | 52° 4' 47" NB, 4° 18' 35" OL | 17878  | Meer afbeeldingen                                                         |
| Voormalig woonhuis in neogotische stijl | Woonhuis                  | 1874                                              | P.F.W. Mouton                                                  | Plaats 33                                   | 52° 4' 47" NB, 4° 18' 36" OL | 459772 | Voormalig woonhuis in neogotische stijl                                   |
| Standbeeld van Johan de Witt | Gedenkteken               | 1918                                              | Frederik Engel Jeltsema                                        | Plaats z.n.                                 | 52° 4' 48" NB, 4° 18' 36" OL | 17876  | Meer afbeeldingen                                                         |
| Voormalig Ministerie van Koloniën | Regeringsgebouw           | 1852-60                                           | W.N. Rose                                                      | Plein 1                                     | 52° 4' 48" NB, 4° 18' 54" OL | 17880  | Meer afbeeldingen                                                         |
| Voormalig Departement van Justitie | Regeringsgebouw           | 1876-83                                           | C.H. Peters                                                    | Plein 2A                                    | 52° 4' 46" NB, 4° 18' 55" OL | 17881  | Meer afbeeldingen                                                         |
| Voormalig bankiershuis in Art Nouveau | Werk-woonhuis             | 1900                                              | L. Simons                                                      | Plein 20                                    | 52° 4' 49" NB, 4° 18' 59" OL | 459773 | Meer afbeeldingen                                                         |
| Logement van Amsterdam | Logement                  | 1737-1741                                         |                                                                | Plein 23                                    | 52° 4' 50" NB, 4° 18' 58" OL | 17884  | Meer afbeeldingen                                                         |
| Nieuwe of Littéraire Sociëteit De Witte | Vergadering en vereniging | 1856                                              | C. Outshoorn (bouw); J. Mutters jr. (uitbreiding)              | Plein 24                                    | 52° 4' 49" NB, 4° 18' 56" OL | 17883  | Meer afbeeldingen                                                         |
| Standbeeld Willem van Oranje | Gedenkteken               | 1848                                              | L. Royer                                                       | Plein z.n.                                  | 52° 4' 49" NB, 4° 18' 55" OL | 17879  | Meer afbeeldingen                                                         |
| Academie van Beeldende Kunsten | Onderwijs en wetenschap   | 1933-37                                           | Plantenga, J.H.; J.W.E. Buijs; J.B. Lürsen                     | Prinsessegracht 4                           | 52° 4' 54" NB, 4° 19' 7" OL  | 477225 | Meer afbeeldingen                                                         |
| Pand onder schilddak | Handel en kantoor         | vroeg 18e eeuw                                    |                                                                | Prinsessegracht 19                          | 52° 5' 2" NB, 4° 19' 0" OL   | 17947  | Meer afbeeldingen                                                         |
| Pand met Lodewijk XIV gevel met rechte kroonlijst, versierd middenvenster, deuromlijsting met stoep, stoeppalen en hek in Lodewijk XVI-stijl                                           | Woonhuis                  |                                                   |                                                                | Prinsessegracht 20                          | 52° 5' 2" NB, 4° 18' 60" OL  | 17932  | Meer afbeeldingen                                                         |
| Pand met gevel in Lodewijk XIV-stijl | Handel en kantoor         |                                                   |                                                                | Prinsessegracht 21                          | 52° 5' 3" NB, 4° 18' 60" OL  | 17949  | Meer afbeeldingen                                                         |
| Pand met gevel in Lodewijk XIV-stijl | Woonhuis                  |                                                   |                                                                | Prinsessegracht 22                          | 52° 5' 3" NB, 4° 18' 59" OL  | 17950  | Meer afbeeldingen                                                         |
| Pand met gevel in Lodewijk XIV-stijl | Woonhuis                  |                                                   |                                                                | Prinsessegracht 23                          | 52° 5' 4" NB, 4° 18' 59" OL  | 17951  | Meer afbeeldingen                                                         |
| Pand met eenvoudige bakstenen gevel met kroonlijst op gesneden consoles, hoekpilasters, versierde middentravee, met poort, die toegang geeft tot de Portugees-Israelitische synagoge   | Woonhuis                  |                                                   |                                                                | Prinsessegracht 26                          | 52° 5' 4" NB, 4° 18' 58" OL  | 17952  | Meer afbeeldingen                                                         |
| Pand met gevel in Lodewijk XIV-stijl | Woonhuis                  | 18e eeuw (interieurs)                             |                                                                | Prinsessegracht 27                          | 52° 5' 4" NB, 4° 18' 58" OL  | 17953  | Meer afbeeldingen                                                         |
| Pand met gevel in Lodewijk XIV-stijl | Woonhuis                  | 18e eeuw (interieurs)                             |                                                                | Prinsessegracht 28                          | 52° 5' 5" NB, 4° 18' 57" OL  | 17954  | Meer afbeeldingen                                                         |
| Turkse ambassade | Woonhuis                  | 18e eeuw (interieurs)                             |                                                                | Prinsessegracht 29                          | 52° 5' 6" NB, 4° 18' 57" OL  | 17955  | Meer afbeeldingen                                                         |
| Museum Meermanno | Museum                    | 1848                                              |                                                                | Prinsessegracht 30                          | 52° 5' 6" NB, 4° 18' 56" OL  | 17956  | Meer afbeeldingen                                                         |
| Pand voorzien van gevel met kroonlijst op gesneden consoles en deuromlijsting | Woonhuis                  | ca. 1800                                          |                                                                | Prinsessegracht 31                          | 52° 5' 6" NB, 4° 18' 56" OL  | 17957  | Meer afbeeldingen                                                         |
| Pand met eenvoudige gevel | Woonhuis                  | eerste kwart 19e eeuw                             |                                                                | Prinsessegracht 32                          | 52° 5' 7" NB, 4° 18' 56" OL  | 17958  | Meer afbeeldingen                                                         |
| Pand voorzien van gevel met kroonlijst op gesneden consoles, ingang met pilasteromlijsting                                                                                             | Woonhuis                  | begin 19e eeuw                                    |                                                                | Prinsessegracht 33                          | 52° 5' 7" NB, 4° 18' 56" OL  | 17959  | Meer afbeeldingen                                                         |
| Pand met gevel met rechte kroonlijst | Woonhuis                  | eerste helft 19e eeuw                             |                                                                | Smidswater 8                                | 52° 4' 60" NB, 4° 18' 54" OL | 17980  | Meer afbeeldingen                                                         |
| Pand met gevel met rechte kroonlijst | Opslag                    | eerste helft 19e eeuw                             |                                                                | Smidswater 9                                | 52° 5' 0" NB, 4° 18' 54" OL  | 17981  | Meer afbeeldingen                                                         |
| Koetshuis, de gevel door pilasters geleed en bekroond met een driehoekig fronton | Opslag                    | eerste helft 19e eeuw                             |                                                                | Smidswater 15                               | 52° 5' 1" NB, 4° 18' 53" OL  | 17982  | Meer afbeeldingen                                                         |
| Pand met gevel met kroonlijst | Woonhuis                  | eerste helft 19e eeuw                             |                                                                | Smidswater 17                               | 52° 5' 2" NB, 4° 18' 53" OL  | 17983  | Meer afbeeldingen                                                         |
| Pand met gevel in Lodewijk XIV stijl | Woonhuis                  |                                                   |                                                                | Smidswater 18                               | 52° 5' 2" NB, 4° 18' 53" OL  | 17984  | Pand met gevel in Lodewijk XIV stijl                                      |
| Koetshuis met pilasterstelling om de deuromlijsting gesneden kalf | Woonhuis                  |                                                   |                                                                | Smidswater 20                               | 52° 5' 2" NB, 4° 18' 53" OL  | 17985  | Koetshuis met pilasterstelling om de deuromlijsting gesneden kalf         |
| Smidswater 26: Woonhuis in art-nouveau stijl met belangrijk interieur uit de bouwtijd                                                                                                  | Woonhuis                  |                                                   |                                                                | Smidswater 26                               | 52° 5' 4" NB, 4° 18' 51" OL  | 17986  | Meer afbeeldingen                                                         |
| Pand met gevel met rechte kroonlijst | Woonhuis                  | laat 18e eeuw                                     |                                                                | Smidswater 28                               | 52° 5' 4" NB, 4° 18' 51" OL  | 17987  | Meer afbeeldingen                                                         |
| Malibrug | Brug                      | 18e eeuw                                          |                                                                | Boogbrug tussen Smidswater en Nieuwe Uitleg | 52° 5' 4" NB, 4° 18' 52" OL  | 17804  | Meer afbeeldingen                                                         |
| Winkelpassage | Werk-woonhuis             | 1882-85 (bouw) 1928-29 (uitbreiding)              | Herman Wesstra jr., J.C. van Wijk; Jos. Duynstee (uitbreiding) | Achterom 46                                 | 52° 4' 42" NB, 4° 18' 37" OL | 46627  | Meer afbeeldingen                                                         |
| Voormalig modemagazijn in de historiserende stijl van de ""Um 1800-Bewegung"" | Winkel                    | 1908                                              | A.J. Jacot; W. Oldewelt                                        | Spuistraat 72                               | 52° 4' 42" NB, 4° 18' 48" OL | 459777 | Meer afbeeldingen                                                         |
| Pand met gevel | Woonhuis                  | begin 19e eeuw                                    |                                                                | Tournooiveld 2                              | 52° 4' 53" NB, 4° 18' 51" OL | 18069  | Meer afbeeldingen                                                         |
| Pand met gevel | Woonhuis                  | tweede helft 19e eeuw                             |                                                                | Tournooiveld 3                              | 52° 4' 53" NB, 4° 18' 51" OL | 18070  | Meer afbeeldingen                                                         |
| Pand met gevel | Woonhuis                  | begin 19e eeuw                                    |                                                                | Tournooiveld 4                              | 52° 4' 53" NB, 4° 18' 52" OL | 18071  | Meer afbeeldingen                                                         |
| Voormalige St. Jorisdoelen | Woonhuis                  | ca. 1625 / 1700 / ca. 1750                        |                                                                | Tournooiveld 5                              | 52° 4' 54" NB, 4° 18' 52" OL | 18072  | Meer afbeeldingen                                                         |
| Pand met gevel met erker over de volle hoogte | Woonhuis                  | 18e eeuw (gevel)                                  |                                                                | Vos in Tuinstraat 1                         | 52° 5' 2" NB, 4° 18' 49" OL  | 18074  | Pand met gevel met erker over de volle hoogte                             |